# 德羅什鎮區 (阿肯色州溫泉縣)
德羅什鎮區（英語：De Roche Township）是位於美國阿肯色州溫泉縣的一個行政鎮區。

## 地方資料
德羅什鎮區的面積為132.78平方千米，當中陸地面積為132.78平方千米，而水域面積為0.00平方千米。根據2010年美國人口普查的數據，當地共有人口1310人，而人口密度為每平方千米9.87人。